# カラット
カラット（carat、記号: ct、car）は、宝石の質量単位、または金の純度を示す単位である。

## 宝石の質量単位
カラットは、ダイヤモンドなどの宝石の質量を表す単位である。現在は、1カラット＝200ミリグラム（＝0.2グラム）と定義されている。
カラットは国際単位系 (SI) の単位ではなく、SIと併用してよい単位ともされていない。しかし、宝石の計量単位として国際的に使われていることから、日本の計量法では「宝石の質量の計量」に限定して使用できる法定計量単位となっている。
カラットの単位記号は、「ct」である。「car」の記号は計量法上は認められていない。
分量単位としてポイントがあり、1 ポイント = 1/100 カラットであるが、計量法上は用いることはできない。
宝石の取引は、厳密には定められた基準をクリアした計量器で計量されたカラット単位を示すことしか認められていないが、ミネラルショーなどでは簡易型の計量器が慣習的に使われていることが多い。
カラット、カット、カラー、クラリティ（透明度）の4つがダイヤモンドの品質を決めるとされ、「4C」と総称される。

### 語源・歴史
ヨーロッパ各言語で似た語が使われるが、英語のcaratの直接の由来は中世フランス語のcaratで、その由来はイタリア語のcaratoである。
それはさらに、アラビア語のقيراط（qīrāṭ、デイゴ）に由来するが、これもまた借用語で、古代ギリシャ語のκερατιον（keration、イナゴマメ）が語源である。イナゴマメは一粒ごとの質量のバラツキは少ないため、計測には向いていた。宝石の質量を表すのに用いられた「デイゴ（イナゴマメ）何粒分の質量か」という単位が起源だとされる。しかしイナゴマメも自然産物なので多少の誤差が出るという問題点もあった。
イギリスでは後にヤード・ポンド法のグレーンと関連づけられ、1888年以前には、3.169 95 グレーン （= 約 205.409 mg）であったが、1888年に、3.168 32 グレーン （= 205.304 mg） となった。しかし、これ以外にも様々に定義されており、1907年以前には、少なくとも23種類のカラットがあり、それらは 187.00 mg から 215.990 mg の範囲に亘っていた。このため1907年のメートル条約の会議で1カラット＝0.2 g（200ミリグラム）に統一された。当初は、他のカラットと区別するために、メートル系カラット（metric carat）とも呼ばれていた。

## 金の純度の単位
カラット（米国: karat、記号: K、kt、英仏: carat、記号: ct）は、金製品の金の純度を質量の24分率で示す単位である。日本では「金」という略称で、24金や18金などと呼ばれることもある。

### 語源・歴史
語源は質量のカラットと同じである。
質量の単位が純度に使われるようになった理由は、中世に質量24カラットのマルク金貨が作られた時、その純金含有量をカラットで表したためである。